# Музей історії євреїв Глухівщини

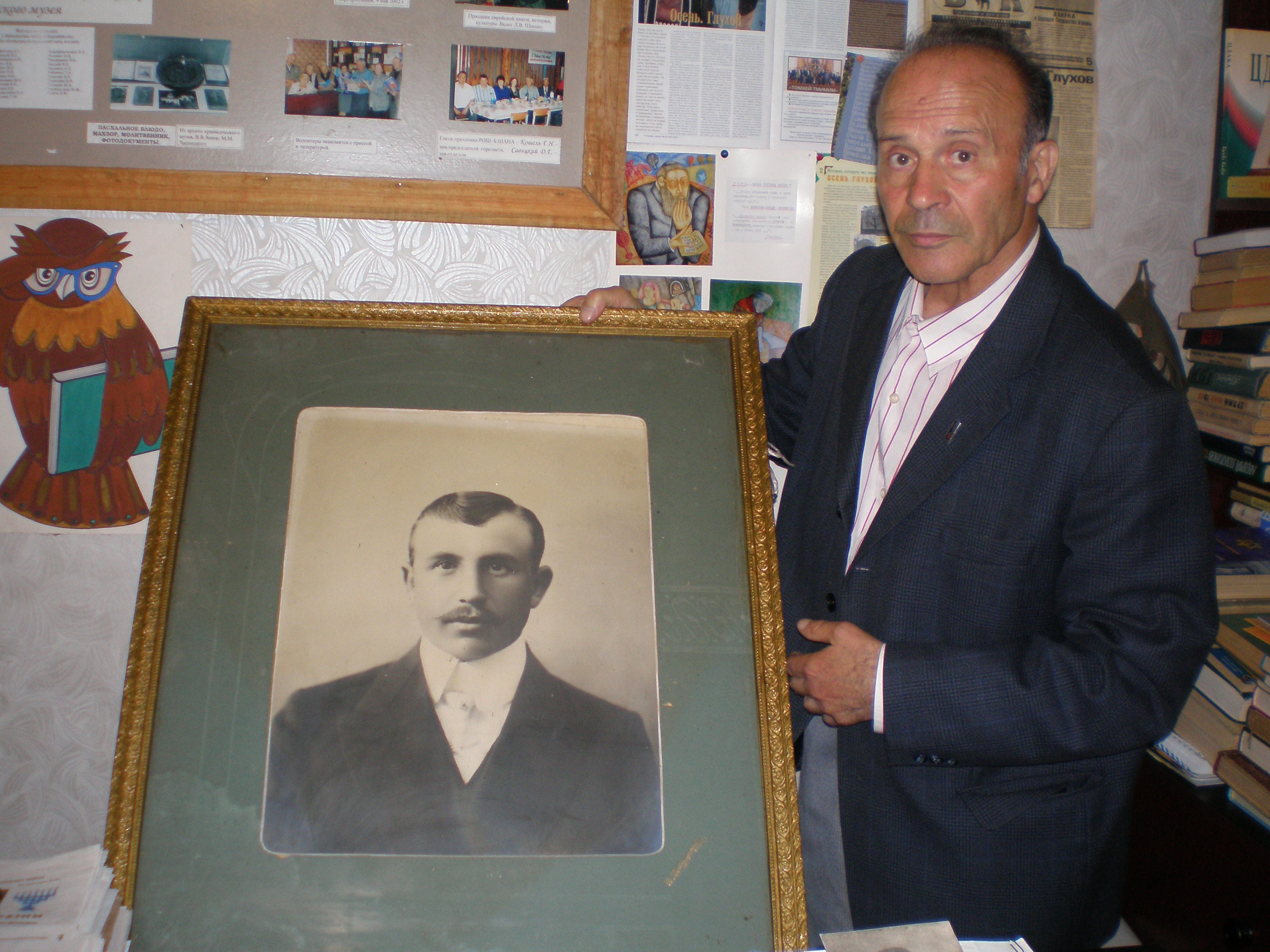
Михайло Часницький в музеї історії євреїв Глухова у червні 2009 року

Музей історії євреїв Глухівщини — музей у Глухові на Сумщині, заснований на громадських засадах родиною Часницьких на базі єврейської громади «Хаверім» (укр. «Друзі»).

## Історія

### Заснування закладу
Музей історії євреїв Глухівщини було відкритий 10 вересня 2003 року. Його засновниками стало подружжя Часницьких, які в 1998 році були ініціаторами створення єврейського культурного товариства «Хаверім» у Глухові. Михайло Часницький став керівником цього музею.
У березні 2015 року музей став регіональним і відтоді висвітлює також історію єврейських громад Сум, Конотопа, Шостки, Кролевця, Бурині, Путивля Сумської області, а також Миргорода Полтавської області.

### Оновлення музею
У березні 2015 року відбулось урочисте відкриття оновленого музею. Цьому сприяли спонсори із США та громадськість Глухова.
Музей було перенесено з приватного будинку по вулиці Паризької Комуни (нині Інститутська) в центр міста в приміщення колишнього банку по вулиці Шевченка, 10. Також проведено ремонт кімнат для зберігання експозицій і оновлені самі експозиції.
У першій кімнаті відображені матеріали по темі «З чого починалася єврейська громадськість та її засновники», в другій — всі матеріали, присвячені довоєнним часам (євреї в релігії, освіті, торгівлі, відомі династії), а в третій — життя євреїв після Другої світової війни. Окрема експозиція відведена людям, які, ризикуючи своїм життям, рятували євреїв.

## Колекція музею
Експозиція розміщена в трьох кімнатах і вміщує приблизно 2 тисячі експонатів, які знайомлять з історією євреїв на Глухівщині за період декількох сотень років, починаючи з часів Київської Русі й закінчуючи сучасним повсякденним життям єврейської громади.
В експозиції «Наша духовність» розміщена головна реліквія музею — сувої Тори 1870 року з Глухівської хоральної золотоверхої синагоги, указка для читання Тори (1890 р), а також молитовник 1869 року, присвячений трагедії 9 Ава — руйнуванню Єрусалимського храму, Махзор (молитовник) на Рош-а-Шана 1907 року.
В експозиції «Голокост» міститься «Книга Скорботи України», а також земля з місць масового розстрілу євреїв та речі, знайдені під час розкопок братської могили на території концтабору Глухова.
Повсякденне життя показано в експозиціях «Життя громади» й «Так ми живемо». Тут зібрані імена всесвітньовідомих людей: художників Русакових і Савіних, письменників фантастів братів Стругацьких, а також М. Я. Воловика, засновника кібуца Кінерет у Ізраїлі Бенціона (Ісраелі) Чорноморського, письменника, педагога та цадика ХІХ ст. Лазаря Давидовича Цвейфеля, відомих в Ізраїлі журналістів Брейгіна та А.Гельмана.
В музеї відтворені міні-експозиції відомих родин: Завельських, Янпольських, Двоскіних, Дубровських, жіночої та чоловічої гімназій. Поруч показано козацько-старшинський рід єврейського походження — Марковичів.
В Глухові народився відомий у всьому світі астрофізик Йосип Самуїлович Шкловський. На честь 100-річчя з дня його народження музей разом з Глухівським національним педагогічним університетом імені О. П. Довженка провів Міжнародну науково-практичну конференцію у жовтні 2016 року. Також у музеї була відкрита спеціальна експозиція, присвячена земляку Й.Шкловському.
Музей демонструє внесок євреїв Сумщини у перемогу над нацизмом у Другої світової війни. Це: 8 Героїв Радянського Союзу: Каплунов Аркадій Львович і Рогачевський Георгій Олексійович (м. Глухів), Волкова Н. Т. і Цитовський Ю. Г. (м. Конотоп), Маркус Тетяна Йосипівна (Герой України) і Давиденко Констянтин Сергійович (Янпольський) (м. Ромни), Виноградов Г. А. (м. Кролевець), Герман І. М. (Лебединський район). Серед 255 євреїв ковпаківців 35 чоловік воювали у Глухівському партизанському загоні на чолі з П. Л. Кульбакою. Загинули — Мудрик, Хейфіц, Хотимський, Терський. Залишився живим з глухівчан тільки Й. Е. Давидов. П'ять Героїв Радянського Союзу звільняли Глухів: І. Д. Черняховський, Р. Ф. Лев, П. І. Товаровський, С. Б. Дрізовський, Л. М. Маргулян. Загинули у боях глухівчани по троє брати: Мурашковські та Поз, брати Ісаак і Ілля Раскіни.
Експозиція музею також містить матеріали про місцевих Праведників народів Світу — людей, які, ризикуючи життям, рятували євреїв. Це Гридіна Г. І., (Глухів), Гриценко Г. (Шостка), Тетера М. (Конотоп). Їх імена відзначені у Єрусалимі у музеї Голокосту Яд Вашем.

## Відвідувачі музею
У музеї побували гості з 11 країн світу: Ізраїля, Польщі, Угорщини, Канади, Іспанії, Німеччини, Швеції, Росії та Сполучених Штатів Америки, а також Австралії.